# Herb gminy Rozdrażew
Herb gminy Rozdrażew – jeden z symboli gminy Rozdrażew, ustanowiony 29 września 2017.

## Wygląd i symbolika
Herb przedstawia na tarczy w polu błękitnym skos lewy srebrny, w którym trzy róże czerwone z zielonymi listkami i ze złotym dnem.